# کیوتانابه
کیوتانابه در کشور ژاپن واقع شده‌است  که دارای جمعیت ۶۵٬۲۱۱ نفر و مساحت ۴۲٫۹۴ کیلومتر مربع با تراکم جمعیت ۱٬۵۱۹  نفر در کیلومترمربع است و در تاریخ ۱ آوریل ۱۹۹۷ به عنوان شهر شناخته شد.